# 랑다르마
랑다르마(གླང་དར་མ།, 799년? ~ 842년)는 토번의 제42대 짼뽀(재위: 838년 ~ 842년)이다. 치데송짼의 넷째 아들이고, 렐빠짼의 형이다.

## 생애
렐빠짼이 신하들에게 죽임을 당한 뒤 추대되었다. 그는 다른 형제들과 달리 불교에 대한 믿음이 별로 없었고, 사냥, 술, 여자를 좋아하였다. 즉위 후 잠시 아무것도 하지 않는 무위정치를 행했다.
839년, 티베트 전역을 엄청난 지진이 강타하여 많은 사람이 죽고 집을 잃었다. 동부 티베트에 큰 운석이 떨어져 산이 무너졌고, 그로 인해 강물 흐름이 바뀌어 사흘 동안 상류로 역류했다. 또한 쥐떼들이 갑자기 곡식을 먹어치우기 시작한데다 동물들이 집단으로 도망가니 사냥을 못하여 아사자가 속출했다. 라싸를 비롯한 중부 티베트에 갑자기 서리가 많이 내려 흉작이 되었고, 가뭄이 들었으며, 전염병이 퍼져 가축과 사람들이 죽었다.
자연재해로 인해 왕실에 재정이 부족해졌다. 841년, 랑다르마는 부족한 재정의 지출을 줄이기 위해 이전부터 정부가 사원과 승려에게 제공했던 모든 지출을 폐지하였다. 이로 인해 승복을 벗고 환속하는 승려가 발생하였다. 하지만 이 조치만으로 가장 큰 문제인 민심을 달래지 못하자, 재난의 원인이 불교에 있다고 백성들에게 알리고 불교를 없애버리기로 결정하였다.
842년, 불교에 대한 탄압이 시작되었다. 큰스님들은 무조건 죽였고, 일반 승려는 환속을 강요하였고, 불응하는 자들은 죽였으며, 사원 안의 불상을 땅에 묻고, 모든 불경을 물에 던지거나 불태웠다. 불경을 번역하는 승려는 변방으로 추방했고, 사원을 모두 비우고 문을 폐쇄하였다. 끝까지 환속을 거부한 승려는 라싸를 벗어나 티베트 전역으로 퍼져 도망갔다. 이는 훗날 티베트가 불교국가가 되는 계기를 마련한다.
한 동굴 속에서 홀로 수행하는 라룽 베끼도제라는 승려가 있었는데, 마을 사람이 티베트 전역의 재난을 알리자 자신이 어떻게 행동할지 번뇌하여, 불법(佛法)을 수호하기 위해 자신이 혼란을 종결시켜야겠다고 결론을 내렸고, 활과 화살을 구한 뒤 라싸로 들어갔다. 당시 랑다르마는 조캉의 장경회맹비를 읽고 있었는데, 라룽 베끼도제가 가까이 다가가 랑다르마의 미간에 화살을 날려 명중시킨 뒤 친위대의 추격을 피해 성공적으로 탈출했다.
랑다르마가 암살당하자 짼뽀 자리를 둘러싸고 왕실과 신하들 사이에 복잡한 분란이 발생하였다. 동부와 북부 티베트에 주둔한 군대가 나뉘어 군벌로 변해 내전이 발발했고, 전역에서 생활고에 시달리던 백성들도 봉기를 일으켰다. 혼란이 극심해지자 많은 신하들이 원래 영지로 돌아가 호족이 되어 군림했다. 왕실은 호족과 군벌이 두려워 왕궁을 비우고 흩어지니 토번은 멸망하였다. 왕족 중 일부는 다른 지역에서 나라를 세웠다.
| 전임 렐빠짼 | 제42대 토번국 짼뽀 836년 - 842년 | 후임 티베트 분열기 윰텐(라싸지역) 위슝(산난지역, 후의 구게 왕국) |

## 같이 보기
- 회창폐불